# دکانووک
دکانووک (به لاتین: Dekanovec) یک منطقهٔ مسکونی در کرواسی است که در شهرستان مجیموریه واقع شده‌است. دکانووک ۶٫۰۹ کیلومتر مربع مساحت و ۷۷۴ نفر جمعیت دارد.